# لاتزیزه
لاتزیزه (به ایتالیایی: Lazise) یک کومونه در ایتالیا است که در استان ورونا واقع شده‌است.

## خصوصیات
لاتزیزه ۶۵٫۰ کیلومترمربع مساحت و ۶٬۲۱۳ نفر جمعیت دارد و ۷۶ متر بالاتر از سطح دریا واقع شده‌است.

## خواهرخوانده
شهر رزنهایم خواهرخواندهٔ لاتزیزه هست.